# Saint-Lunaire
Saint-Lunaire é uma comuna francesa na região administrativa da Bretanha, no departamento Ille-et-Vilaine. Estende-se por uma área de 10,25 km². Em 2010 a comuna tinha 2 482 habitantes (densidade: 242,1 hab./km²).